# 거제시 (선거구)
거제시는 대한민국 국회의원 선거구이다. 경상남도 거제시 일대를 관할한다. 현 지역구 국회의원은 국민의힘의 서일준이다.

## 역사
1995년 1월, 장승포시와 거제군이 통합되어 통합 거제시가 출범했다. 이에 제15대 국회의원 선거를 앞두고 장승포시·거제군 선거구가 거제시 선거구로 개편되었다.

## 관할 구역
| 대수  | 관할 구역   |
| ----- | ----------- |
| 15대~ | 거제시 일원 |

## 역대 국회의원
| 선거   | 정당 | 정당       | 의원   |
| ------ | ---- | ---------- | ------ |
| 1996년 |      | 신한국당   | 김기춘 |
| 2000년 |      | 한나라당   | 김기춘 |
| 2004년 |      | 한나라당   | 김기춘 |
| 2008년 |      | 한나라당   | 윤영   |
| 2012년 |      | 무소속     | 김한표 |
| 2016년 |      | 새누리당   | 김한표 |
| 2020년 |      | 미래통합당 | 서일준 |
| 2024년 |      | 국민의힘   | 서일준 |

## 역대 선거 결과

### 대한민국 제15대 국회의원 선거
|  | 76.53% |

|  | 13.62% |

|  | 6.81% |

|  | 3.03% |

### 대한민국 제16대 국회의원 선거
|  | 47.50% |

|  | 43.61% |

|  | 8.88% |

### 대한민국 제17대 국회의원 선거
|  | 43.50% |

|  | 33.82% |

|  | 21.85% |

|  | 0.80% |

### 대한민국 제18대 국회의원 선거
|  | 38.63% |

|  | 37.51% |

|  | 15.55% |

|  | 7.29% |

|  | 0.99% |

### 대한민국 제19대 국회의원 선거
|  | 35.33% |

|  | 32.96% |

|  | 31.69% |

### 대한민국 제20대 국회의원 선거
|  | 44.19% |

|  | 43.47% |

|  | 7.30% |

|  | 5.02% |

### 대한민국 제21대 국회의원 선거
|  | 50.89% |

|  | 38.03% |

|  | 8.47% |

|  | 1.44% |

|  | 0.81% |

|  | 0.33% |

### 대한민국 제22대 국회의원 선거
|  | 51.23% |

|  | 46.67% |

|  | 2.09% |